# Bronisława Prašek-Całczyńska
Bronisława Prašek-Całczyńska (ur. 21 grudnia 1887 w Sanoku, zm. 30 lipca 1969 w Zagrzebiu) – polska lekarka.

## Życiorys
Urodziła się 20 grudnia 1887 w Sanoku jako Wiktora Bronisława Całczyńska. Była córką Jana Karola Całczyńskiego (1844–1913, profesor gimnazjalny) i Anny z domu Schäfer. Urodziła się w 1887 w Sanoku, gdzie wówczas jej ojciec pracował w tamtejszym C. K. Gimnazjum. Była siostrą Anny i Marii (1898–1955).
Początkowo studiowała medycynę na Wydziale Lekarskim Uniwersytetu Lwowskiego. W 1912 uzyskała dyplom lekarski na Uniwersytecie Wiedeńskim, gdzie 22 grudnia 1912 odbyła się jej promocja na doktora wszech nauk lekarskich. W 1913 wyszła za mąż za Czecha, Emila Praška. W 1915 wraz z mężem wyjechała do Sarajewa, gdzie była pierwszym lekarzem pediatrą. Po wojnie, w 1921 wyjechała do Zagrzebia, gdzie jej mąż otrzymał propozycję pracy na tamtejszym Uniwersytecie. W czasie II wojny światowej jej dom był miejscem schronienia dla żołnierzy Armii Krajowej, którzy trafili do Chorwacji. Pomagała również Żydom, za co została odznaczona medalem Sprawiedliwy wśród Narodów Świata.
Zmarła 30 lipca 1969 w Zagrzebiu i została pochowana na tamtejszym Cmentarzu Mirogoj. Jej wspomnienia zostały wydane w Chorwacji w 1997 i 2005. Postanowieniem prezydenta RP Aleksandra Kwaśniewskiego z 27 listopada 1998 została pośmiertnie odznaczona Krzyżem Oficerskim Orderu Zasługi Rzeczypospolitej Polskiej za wybitne zasługi w niesieniu pomocy polskim uchodźcom w czasie wojny światowej.